# Edmond De Weck
Edmond de Weck (Fribourg, 28 aprile 1901 – Fribourg, 19 marzo 1977) è stato un calciatore svizzero, di ruolo difensore.

## Carriera

### Club
Ha sempre giocato nel campionato svizzero.

### Nazionale
Con la Nazionale ha partecipato ai Giochi Olimpici nel 1928.